# Chrissy Teigen
Christine Diane Teigen (Delta, 30 de novembro de 1985) é uma modelo norte-americana.

## Biografia
Teigen nasceu em Delta, Utah. O sobrenome dela é pronunciado [ˈtaɪɡən] pela família, embora mais tarde ela tenha preferido a pronúncia "errada" de [ˈtiːɡən].   A primeira pronúncia "real" foi revelada em uma entrevista de rádio australiana em setembro de 2018 e confirmada por Teigen no Twitter.  Logo depois, em uma entrevista, ela esclareceu que preferia a pronúncia mais comum, acrescentando "Desculpe, pai".
O pai de Teigen trabalhava como eletricista e a família se mudava frequentemente.  Depois de morar em Havaí, Idaho e Washington, a família acabou se estabelecendo em Huntington Beach, Califórnia quando Teigen era adolescente.

## Carreira
Ela é  representada no mundo todo por IMG Models em  Nova York. Ela se tornou uma IGN Babe em 2004 e uma modelo substituta  em No Deal de 2006 a 2007. Em julho de 2007, ela apareceu na capa do calendário Maxim. Suas campanhas incluem Gillette Vênus, Olay, Nike, Inc., Skullcandy fones de ouvido, Gap Factory, XOXO, UGG Australia, Rock and Republic, Billabong, Beach Bunny Swimwear (para quem ela também era correspondente da semana de moda) e Nine West tem como apoio o câncer de mama.
Ela também atuou como apresentadora convidada e colaboradora recorrente em E!, TMZ, MTV, Fuse / MSG e Extra com Mario Lopez, e apareceu em
America's Next Top Model e
Assista o que acontece ao vivo. Na primavera de 2013, ela foi a apresentadora do reality show Model Employee em VH1.
Teigen apareceu na Spot Illustrated Swimsuit Issue e foi nomeado "Novato do Ano". Sua amiga e companheira Brooklyn Decker a apresentou ao pessoal do Sports Illustrated para apresentá-la. Ela também participou das edições de maiô de 2011, 2012, 2013 e 2014 Sports Illustrated. Em 2014, ela apareceu na capa do 50º aniversário da Sports Illustrated Swimsuit Issue com Nina Agdal e Lily Aldridge.
Além de Sports Illustrated, Teigen apareceu na capa da revista Ocean Drive 'revista', Cosmopolitan, e em editoriais para o italiano Vogue, Esquire, Glamour,  Galore e Cosmopolitan.
Outros projetos paralelos incluem o design de uma coleção de cápsulas com a estilista de moda DiNeila Brazil (que estreou na Mercedes-Benz Fashion Week Swim em Miami no verão de 2011) e aparecendo como personagem de destaque em  o videogame EA Sports de 2011 Need for Speed The Rud.
Quando não trabalha no mundo da moda, Teigen é cozinheira e escritora. Ela também participou de um especial adicional do Canal de Culinária em fevereiro de 2013, intitulado Chrissy Teigen's Hungry, detalhando sua degustação de menu de casamento com o então noivo John Legend. A Teigen filmou recentemente um especial do Canal de culinária intitulado Cookies e coquetéis.
Em 2012, Teigen foi nomeado "Our New Girlfriend" Spike TV. Em 2013, Teigen apareceu no videoclipe de seu marido John Legend para a música "All Of Me", inspirada em seu relacionamento.
Em abril de 2014, Teigen apareceu em um esboço Inside Amy Schumer, interpretando uma versão ficcional de si mesma como uma conselheira de relacionamento. Teigen aparece como juíza no novo programa de culinária da MTV2  Snack  -Fora.
Em janeiro de 2015, Teigen apareceu como atriz convidada em The Mindy Project como a namorada do homem a quem Mindy perdeu a virgindade. Em abril de 2015, Teigen se tornou co-apresentadora de Spike, mais tarde Paramount Network  'Lip Sync Battle' 'ao lado de LL Cool J.
Teigen co-organizou o Billboard Music Awards com Ludacris. De setembro de 2015 a junho de 2016, ela foi a estilista de alimentos do talk show de estilo de vida de Tyra Banks FABLife.
Em 11 de outubro de 2017, a Teigen lançou uma linha de roupas, em colaboração com a Revolve.
Em 2018, para coincidir com o lançamento de seu segundo livro de receitas, Teigen lançou uma linha de utensílios de cozinha, Cravings by Chrissy Teigen, disponível na Target Corporation.
Em fevereiro de 2019, Teigen foi anunciado como juiz da próxima série de competições de comédia da NBC Bring the Funny.
Teigen está em desenvolvimento no programa Chrissy's Court, um reality show de tribunal no estilo Judge-Judy, com lançamento previsto para abril de 2020 em Quibi. Teigen estrelará e atuará como produtor executivo da série.
Em 4 de novembro de 2019, Teigen lançou seu próprio site de culinária, Cravings by Chrissy Teigen.  O site, que apresenta novas receitas, sugestões de utensílios de cozinha, histórias de viagem e dicas divertidas, reúne facetas da vida profissional e pessoal da Teigen.

### Como autora
Em 23 de fevereiro de 2016, a Teigen publicou Desejos: receitas para todos os alimentos que você deseja comer, editado por Francis Lam, que era uma best-sellers do New York Times e o segundo livro de receitas mais vendido do ano, segundo to Publishers Weekly. Em 18 de setembro de 2018, Teigen lançou seu segundo livro  , intitulado Cravings: Hungry For More, também conhecido como Cravings 2.

## Vida pessoal
Teigen se casou com o cantor John Legend em 14 de setembro de 2013, na Itália. Eles se conheceram no set de seu videoclipe de 2006 para "Stereo".  A música "All of Me" foi dedicada a ela.
Eles têm dois filhos, uma filha, Luna, nascida em 14 de abril de 2016 e um filho, Miles, nascido em 16 de maio de 2018. As duas crianças foram concebidas por fertilização in vitro. Ela falou abertamente sobre sua batalha contra a depressão pós-parto.

## Ideologia política
Teigen se identifica como liberal e é uma crítica do presidente dos EUA, Donald Trump, e chamou a atenção da mídia por sua personificação dele em uma marcha Families Belong Together. Suas postagens no Twitter incluem algumas de suas críticas mais famosas a Trump.
Além disso, Teigen se uniu a duas causas políticas no passado: direitos ao aborto e direitos aos imigrantes sem documentos. Em 2018, ela ganhou as manchetes por fazer uma série de doações de US $ 72.000 para a ACLU pelo 72º aniversário do presidente dos EUA, Donald Trump. Além disso, ela apoiou publicamente a Planned Parenthood e fez doações para a organização após o tiroteio na Planned Parenthood em Colorado Springs em 2016.
Durante as primárias presidenciais do Partido Democrata em 2020, Teigen apoia Elizabeth Warren.

## Filmografia
| Ano           | Titulo                                      | Papel              | Notas                                                         |
| ------------- | ------------------------------------------- | ------------------ | ------------------------------------------------------------- |
| 2007-2008     | Deal or No Deal                             | Ela mesma          | Episódio: "Holder of Case"                                    |
| 2011          | Cookies & Cocktails                         | Ela mesma          |                                                               |
| 2012–2015     | America's Next Top Model                    | Ela mesma / Jurada | 2 Episódios                                                   |
| 2013          | Model Employee                              | Ela mesma          | 8 Episódios                                                   |
| 2013–2014     | The Views                                   | Ela mesma          | 2 Episódios                                                   |
| 2014          | Inside Amy Schumer                          | Ela mesma          | Episódio: "Boner Doctor"                                      |
| 2014          | Snack Off                                   | Ela mesma / Jurada | 18 Episódios                                                  |
| 2014          | Ridiculousness                              | Ela mesma          | 1 Episódio                                                    |
| 2014          | The Getaway                                 | Ela mesma          | 1 Episódio                                                    |
| 2015–2016     | FabLife                                     | Ela mesma          | 179 Episódios                                                 |
| 2015–presente | Lip Sync Battle                             | Ela mesma          | 84 Episódios                                                  |
| 2015          | The Mindy Project                           | Grace              | Episódio: "San Francisco Bae"                                 |
| 2016          | The Toycracker: A Mini-Musical Spectacular  | Nutcracker         | Filme de televisão                                            |
| 2017          | Double Dutchess: Seeing Double              | Ela mesma          | Episódio: "M.I.L.F. $"                                        |
| 2017          | Keeping Up With the Kardashians             | Ela mesma          | Temporada 14, Episódio 4                                      |
| 2018          | Hotel Transylvania 3: Summer Vacation       | Crystal            | Dublagem                                                      |
| 2018          | A Legendary Christmas with John and Chrissy | Ela mesma          | Especial de natal                                             |
| 2019          | The Voice                                   | Ela mesma          | Episódio: "The Blind Auditions Premiere, Night 1"             |
| 2019          | Celebrity Family Feud                       | Ela mesma          | Episódio: "Chrissy Teigen & John Legend vs. Vanderpump Rules" |
| 2019          | Bring the Funny                             | Ela mesma          |                                                               |
| 2019          | Between Two Ferns: The Movie                | Ela mesma          |                                                               |
| 2019          | Breakfast, Lunch & Dinner                   | Ela mesma          | [ 21 ]                                                        |
| 2020          | Chrissy's Court                             | Ela mesma          | Produtora                                                     |

### Videoclipes
| Ano  | Titulo        | Artista     | Notas  |
| ---- | ------------- | ----------- | ------ |
| 2007 | "Stereo"      | John Legend |        |
| 2013 | "All Of Me"   | John Legend |        |
| 2016 | "Love Me Now" | John Legend | [ 22 ] |
| 2016 | "M.I.L.F.$"   | Fergie      | [ 23 ] |
| 2019 | "Preach"      | John Legend | [ 24 ] |

### Games
| Ano  | Titulo                  | Papel       | Notas    |
| ---- | ----------------------- | ----------- | -------- |
| 2011 | Need for Speed: The Run | Nikki Blake | Dublagem |